# Palazzo Trinci
Palazzo Trinci è un edificio patrizio che si trova nel centro di Foligno, in piazza della Repubblica, ed è una delle più interessanti dimore tardogotiche dell'Italia centrale. Contiene un prezioso ciclo di affreschi dei primi del Quattrocento, realizzato da Gentile da Fabriano con la collaborazione di altri artisti, e ospita la Pinacoteca civica, il Museo archeologico e il Museo multimediale dei tornei, delle giostre e dei giochi.

## Storia

Lo scalone d'onore negli anni trenta

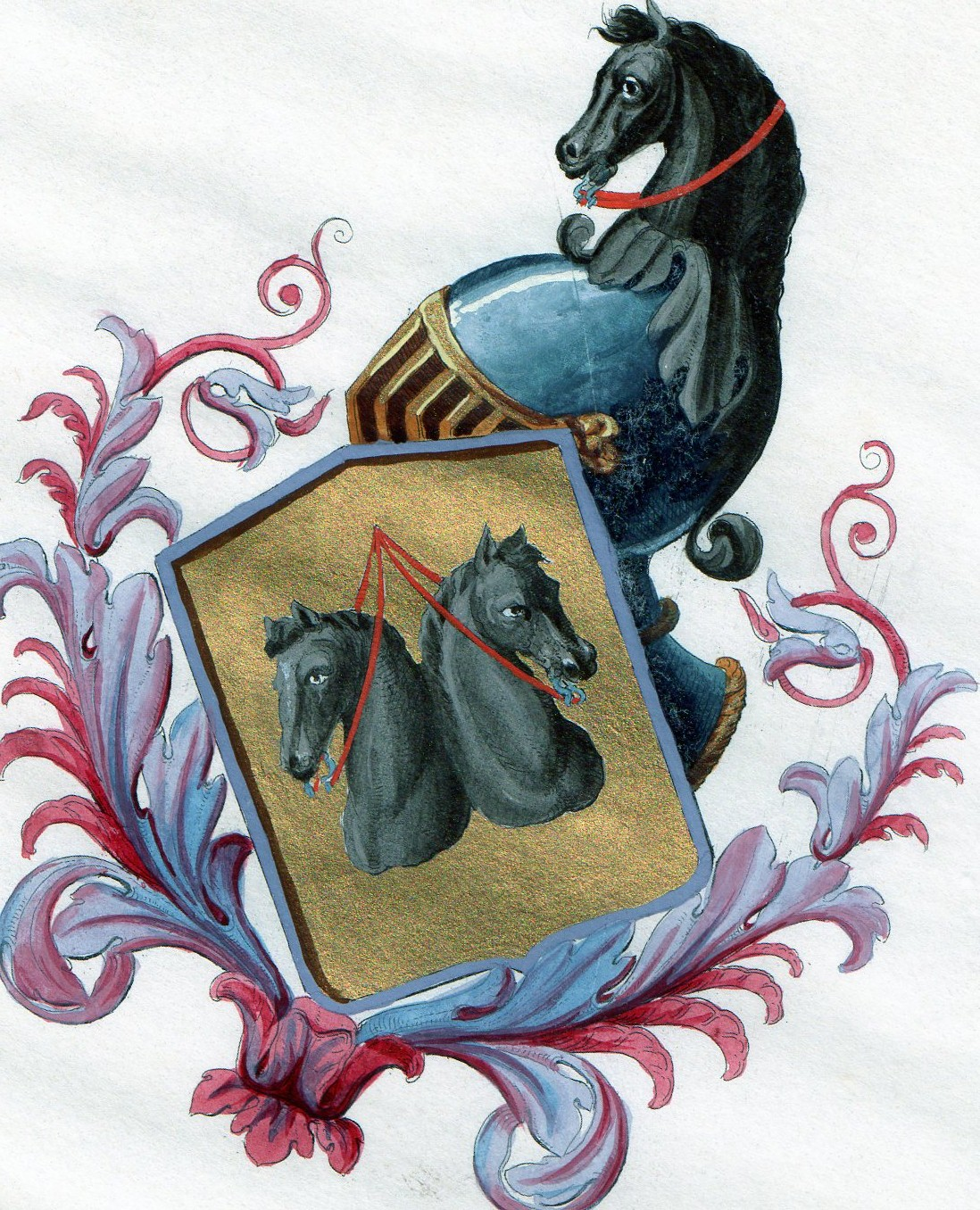
Stemma della famiglia Trinci

Sulla piazza grande di Foligno i Trinci acquistarono alla fine del Trecento le case e le torri del ricco mercante Giovanni di Ceccarello, confinanti con la loro abitazione. Tutte le strutture vennero rinnovate in un unico complesso tra il 1389 e il 1407. Il primo Quattrocento fu l'epoca d'oro dei Trinci, quando ospitavano una corte di studiosi e umanisti tra i quali Francesco da Fiano: quest'ultimo ispirò probabilmente il tema degli affreschi di Gentile da Fabriano e bottega che rappresentano una vera e propria enciclopedia figurata della cultura umanistica dell'epoca.
Nel 1439 i Trinci furono cacciati e il palazzo passò ai governatori pontifici. Dopo i gravi danni del terremoto del 1832, venne rifatta la facciata in stile neoclassico (1842-1847) con un disegno simile a quello del vicino palazzo Comunale. Se ne occupò Vincenzo Vitali su disegno di Odoardo Poggi modificato da Sigismondo Ferretti.
Dopo i bombardamenti del 1944 che danneggiarono il cortile, venne in parte ricostruito nel 1949.
Lesionato dal terremoto di Umbria e Marche del 1997, è stato in seguito restaurato e vi sono state ricollocate le raccolte civiche.

## Descrizione

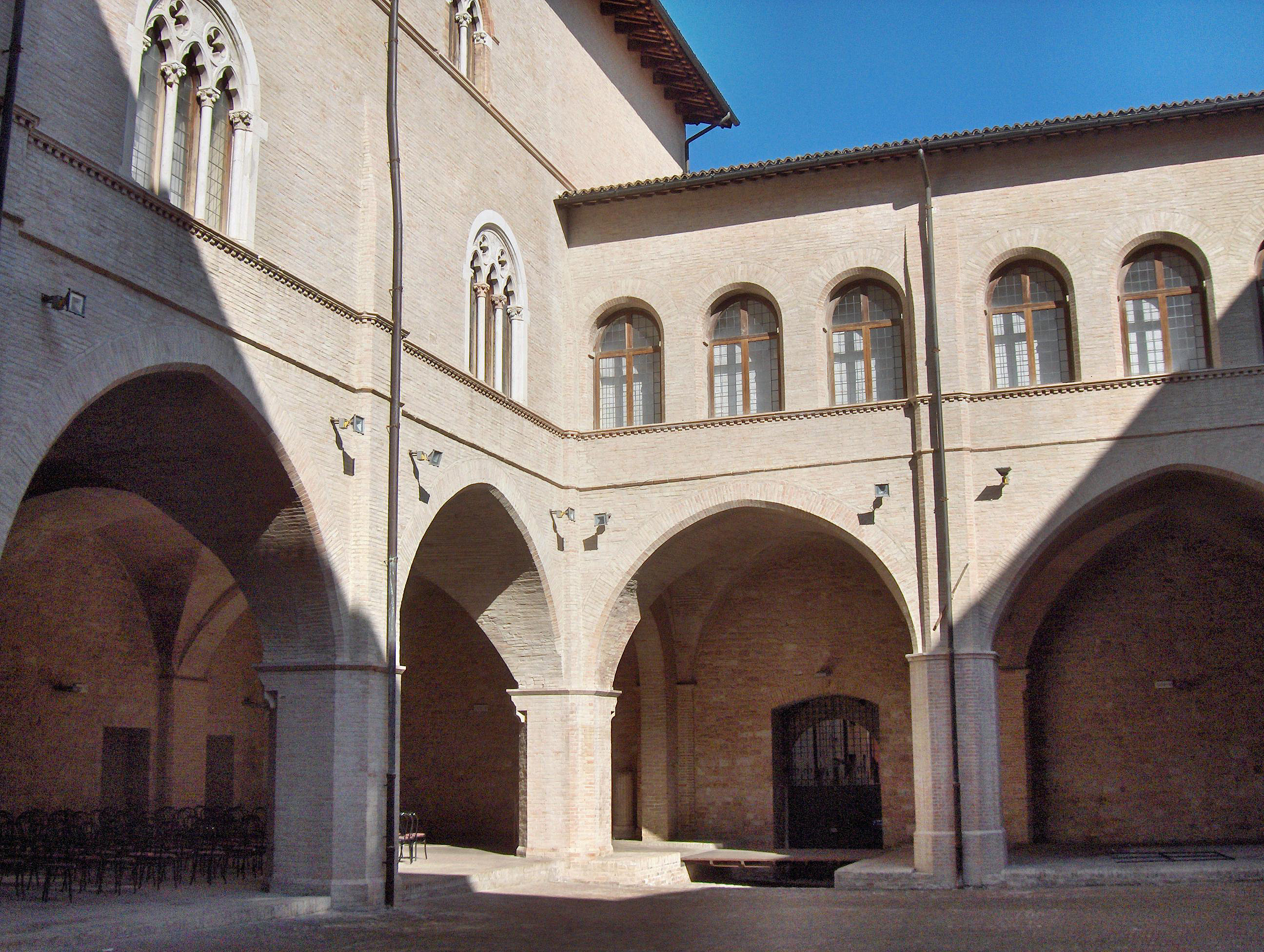
Il cortile

### Esterno
L'esterno ha un aspetto neoclassico con semicolonne che decorano la facciata; brani dei paramenti quattrocenteschi restano lungo via XX Settembre e nel cortile. Anticamente era collegato ai palazzi vicini da cavalcavia, dei quali oggi resta solo quello che dà verso la cattedrale, un tempo usato per accedere alle abitazioni costruite sulla navata laterale. La bifora e il paramento in cotto sono del XV secolo.

### Cortile
Da un portico si accede al cortile, caratterizzato da portici con pilastri e grandi volte a crociera, da un paramento in laterizio e da una scalinata che non è originale, ma in stile neogotico su progetto di Cesare Bazzani (1937).

### Interno

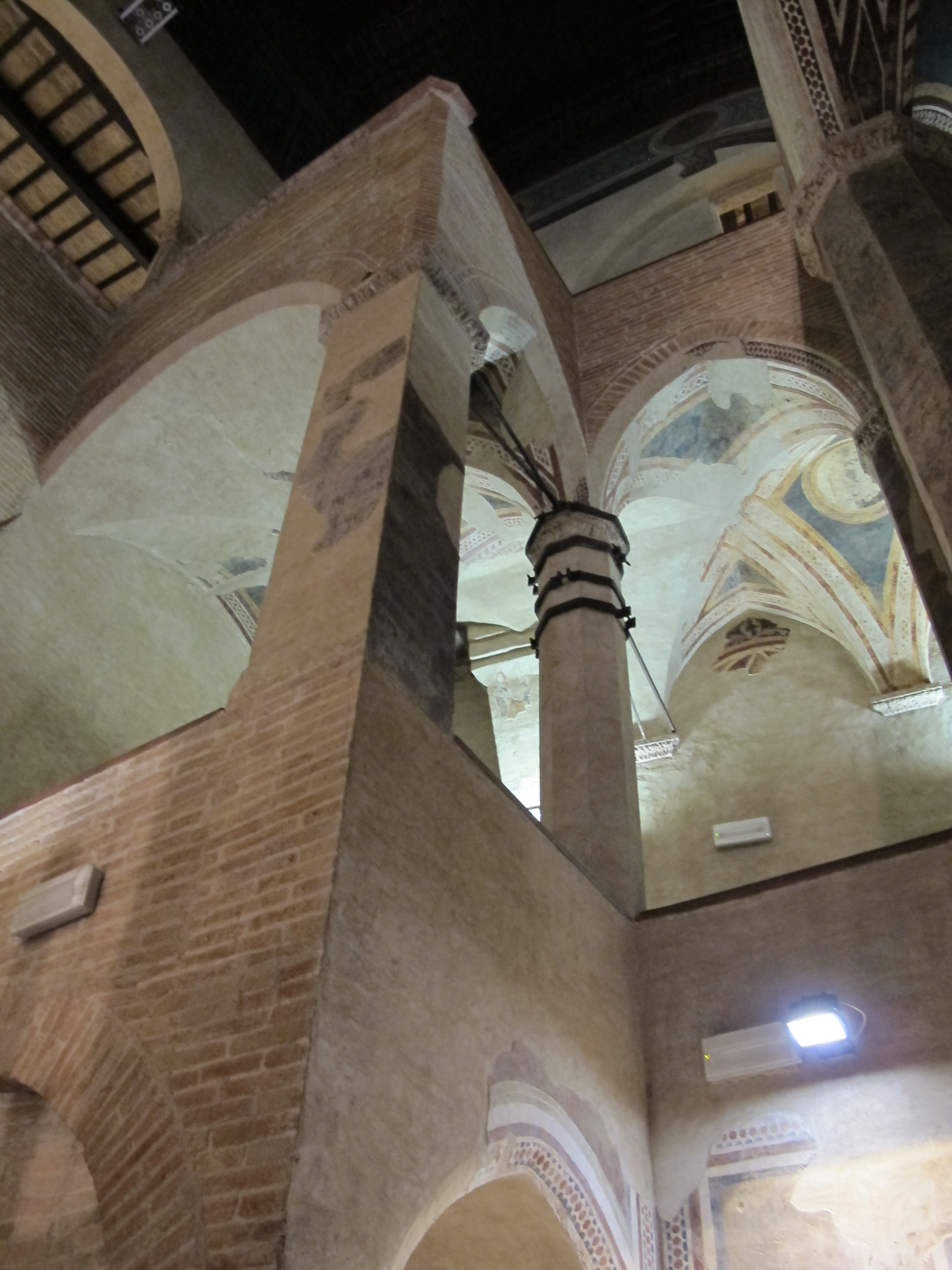
La scala gotica

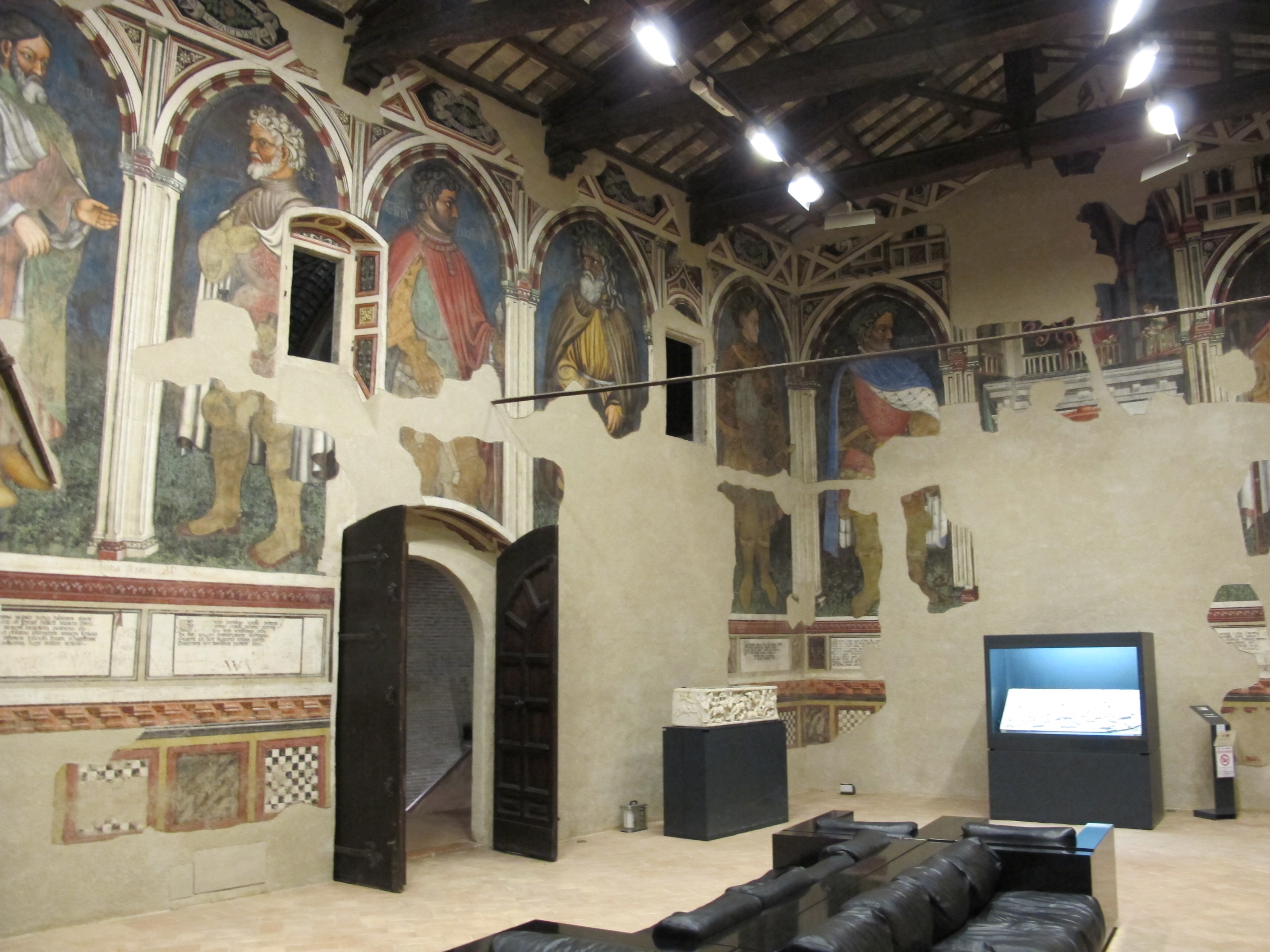
La Sala dei Giganti

Il cortiletto interno accoglie la scala gotica originale, un tempo a cielo aperto ed oggi coperta da un lucernaio. Caratterizzata dalle ardite soluzioni architettoniche, che creano un insieme disomogeneo ma suggestivo, è decorata da affreschi tardogotici in parte frammentari, con decorazioni geometriche.
Gli ambienti monumentali affrescati si trovano al secondo piano. In cima alla scala si trova un ampio vano, detto Sala di Sisto IV, dal nome del pontefice che nel 1475 fece rifare il soffitto ligneo su cui compare il suo stemma. È decorata da affreschi con motivi ornamentali e figurati della fine del Quattrocento/inizio del Cinquecento, ampiamente restaurati nel 1930.
Sul lato opposto rispetto alla scala si trova la Loggia di Romolo e Remo, con affreschi di Gentile da Fabriano sulla vita dei leggendari fondatori di Roma ai quali, i Trinci, volevano idealmente ricollegarsi.
La vicina cappella è ricoperta di affreschi di Ottaviano Nelli datati al 1424. Sulla volta si trovano lo Sposalizio di Gioacchino e Anna, l'Annuncio dell'angelo, l'Incontro alla Porta Aurea e la Nascita di Maria; nelle lunette Presentazione di Maria al Tempio e Annunciazione; alle pareti, dalla sinistra dell'altare, Natività di Gesù, Adorazione dei Magi, Presentazione di Gesù al Tempio, Annuncio a Maria della prossima morte da parte dell'angelo, Congedo degli Apostoli da Maria, Dormitio Virginis, Funerali della Vergine, Assunzione di Maria. Al di fuori del ciclo mariano sono raffigurati inoltre la Crocifissione e i santi Antonio Abate, Domenico, Giovanni Battista e Francesco che riceve le stimmate.
Dalla loggia si accede alla Sala delle Arti liberali e dei Pianeti, la più celebre del complesso, in cui è dispiegato un complesso programma iconografico. Il vicino corridoio è in realtà il "ponte sospeso" che collegava il palazzo con la cattedrale. Sempre di Gentile e della sua scuola sono le figure monumentali ma frammentarie di Romolo, Scipione, Giosuè, David, Giuda Maccabeo, Cesare, Alessandro Magno e Goffredo di Buglione. Sotto l'intonaco dipinto compaiono, qua e là, i resti di una decorazione precedente a monocromo con le rappresentazioni simboliche delle età dell'uomo, motivo che ricompare, a colori e di dimensioni maggiori, sulla parete di destra.
Tornando verso la Sala di Sisto IV si accede alla Sala dei Giganti, anch'essa di Gentile e collaboratori, in cui si ammirano 15 delle 20 originarie figure monumentali di grandi personaggi della storia romana: Augusto, Tiberio, Camillo, Fabrizio, Curio Dentato, Manlio Torquato, Cincinnato, Marcello, Scipione l'Africano, Muzio Scevola, Catone, Mario, Publio Decio, Nerone e Fabio Massimo. Qui e nelle sale attigue si trovano alcuni dipinti significativi e alcune opere archeologiche legate alla storia del palazzo e degli edifici circostanti, come le sette teste di età romana che nel medioevo erano state collocate all'esterno della Loggia dipinta a simboleggiare le Sette età dell'uomo, o il rilievo con la Corsa delle quadrighe nel Circo Massimo, del III secolo d.C. già nel Palazzo Comunale.
I locali a nord ovest ospitano la Pinacoteca civica, mentre il Museo archeologico è stato allestito al primo piano: costituito nel 1762 dal nucleo raccolto dall'Accademia Fulginia, venne sistemato nel cortile e danneggiato dai bombardamenti. Comprende materiali lapidei e epigrafi di epoca romana e tardo-romana, urne cinerarie, sarcofagi e materiali vari di scavo, provenienti da Santa Maria in Campis (Fulginia) e Colfiorito (Plestia). La collezione epigrafica si deve all'erudito seicentesco Ludovico Iacobilli.